# Laatste stelling van Fermat

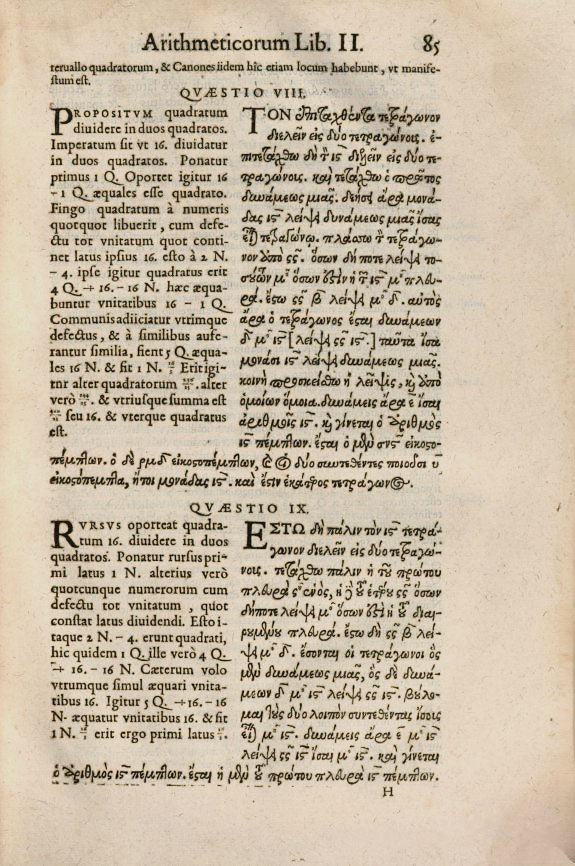
Uitgave van Arithmetica uit 1621. Aan de rechterkant de marge waar Fermat zijn stelling schreef. Zijn eigen exemplaar is echter verloren gegaan.

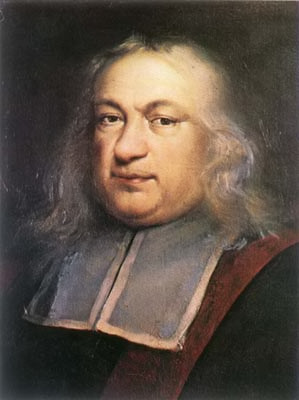
Pierre de Fermat

De laatste stelling van Fermat, ook wel de grote stelling van Fermat genoemd en niet te verwarren met de zogenaamde kleine stelling van Fermat, is een beroemde wiskundige stelling opgesteld door Pierre de Fermat die zegt dat het onmogelijk is een macht hoger dan de tweede op te delen in twee machten met diezelfde graad. In wiskundige notatie: voor {\displaystyle n>2} heeft de vergelijking 
{\displaystyle x^{n}+y^{n}=z^{n}}
geen oplossing met natuurlijke getallen {\displaystyle x,y} en {\displaystyle z} ongelijk aan 0.
Van het van de stelling van Pythagoras bekende geval {\displaystyle n=2} met oneindig veel oplossingen, de zogenaamde pythagorese drietallen, maakte hij een vergelijking die, zo stelde hij, voor {\displaystyle n>2} geen enkele oplossing verschillend van nul heeft. De stelling werd door Fermat in 1637 opgeschreven in de marge van zijn exemplaar van Claude-Gaspard Bachet's vertaling van Diophantus' klassieke werk Arithmetica. Hij schreef in het Latijn:
Cubum autem in duos cubos, aut quadratoquadratum in duos quadratoquadratos, et generaliter nullam in infinitum ultra quadratum potestatem in duas eiusdem nominis fas est dividere cuius rei demonstrationem mirabilem sane detexi. Hanc marginis exiguitas non caperet.
Het is onmogelijk een derde macht op te splitsen in twee derde machten, of een vierde macht in twee vierde machten, of in het algemeen elke macht hoger dan de tweede in twee machten met diezelfde graad: voor welke stelling ik waarlijk een spectaculair bewijs heb gevonden. Deze marge is te smal om het te bevatten.
Men is nooit zeker geweest over het bestaan van dit bewijs, laat staan van de juistheid ervan. Tegenwoordig wordt wel algemeen aangenomen dat, als Fermat al dacht het bewezen te hebben, zijn bewijs onjuist was.
In 1670 verscheen een nieuwe editie van Arithmetica met aantekeningen van Fermat, na zijn dood verzameld door zijn zoon. Deze aantekeningen bestonden uit heel wat 'stellingen', die beter vermoedens genoemd kunnen worden zolang ze niet bewezen zijn, maar de meeste ervan zonder het bewijs erbij. De wiskundige gemeenschap probeerde de ontbrekende bewijzen te vinden, maar dat lukte niet in alle gevallen. In één geval, over zogenaamde Fermat-priemgetallen, bleek het vermoeden van Fermat zelfs onjuist.

## Geschiedenis van het bewijs
De moeilijkste van Fermats vermoedens bleek de laatste stelling van Fermat te zijn. Over een tijdsspanne van meer dan driehonderd jaar probeerden ook de grootste wiskundigen tevergeefs dit vermoeden te bewijzen. Euler gaf wel een onvolledig bewijs voor {\displaystyle n=3}, en Legendre verbeterde dat. Johann Dirichlet en Legendre bewezen in 1825 het geval {\displaystyle n=5}. Gabriel Lamé bewees in 1839 het geval {\displaystyle n=7}. Kummer bewees in 1844 de stelling voor alle reguliere priemgetallen {\displaystyle n}. 
357 jaar na de formulering van de stelling werd het bewijs geleverd voor alle {\displaystyle n>2} door de Britse wiskundige Andrew Wiles in november 1994, een jaar nadat het eerder door hem gepresenteerde bewijs een fout bleek te bevatten. Het bewijs maakt gebruik van de eigenschappen van elliptische krommen.